# Villám Géza
Villám Géza, eredeti nevén Szabó Gál András (1969– ) magyar üzletember, egy időben a Rádió Bridge műsorvezetője, a Budapest–Bamako-rali kitalálója.

## Pályafutása
Középiskolai tanulmányait a budapesti Eötvös József Gimnáziumban végezte. 16 évesen, szülei lakásán az iskola mellett szoftvervállalkozást indított, postai utánvéttel játék- és oktatóprogramokat árult. Diplomát az Egyesült Államokban szerzett 1992-ben, a City University of New York reklám és marketing szakán. 1996-ban New Yorkban hozta létre első internetes cégét, a netscape-es videólejátszást elsőként megvalósító MultiMedia Directet, egy évre rá pedig a Date.com internetes társkereső oldalt. 1997-ben alapította meg Budapesten a Webreklám Kft.-t. 2009-re magyarországi vállalkozásait értékesítette, és visszaköltözött az Amerikai Egyesült Államokba. A 2000-es években ingatlan- és bányászati beruházásokban is részt vett.[forrás?]

### A médiában
1993 óta kereskedelmi rádiókban vezetett műsort „Villám Géza” művésznéven. Megfordult többek közt a Danubius és Juventus Rádióban is. A legnagyobb népszerűséget a Rádió Bridge-ben elhangzott vicces telefonbetyárkodásai hozták. 1998-ban visszavonult a rádiózástól. 2006-ban az RTL Klub Ecopoly című, tőkéért pályázó üzleti terveket felsorakoztató műsorának zsűritagjaként került ismét a médiába. 2018-ban saját websorozatot indít „A természet csodálatos világa” címen, amely csak az @igazivillamgeza Instagramon jelent meg. Ez felkészülés volt a Comedy Centralon 2019-ben induló televíziós műsorára. 2019. február 25-től május 20-ig a magyar Comedy Central tévécsatorna „Heti Dörgés Villám Gézával” című műsorát vezette.

### Filmproducer
Első egész estés dokumentumfilmje, a Rozsdától a dicsőségig – Átélni és túlélni a Budapest–Bamako-ralit 2024-ben készült el. A filmet Magyarországon az RTL̠̘ Plusz streamingcsatorna mutatta be, külföldön pedig az Apple TV-n és az Amazon Prime-on elérhető. A Netflix a filmet a két női főszereplő negatív bemutatása miatt szexistának találta és nem vette meg.

### Egyéb tevékenységei
Ő a Budapesti Holokauszt Múzeum egyik alapítója, a Budapest–Bamako-rali és a Baja XL szellemi atyja, a Mali Köztársaság kinevezett tiszteletbeli konzulja. Környezetvédelmi aktivistaként részt vesz a Greenpeace különböző akcióiban. 2016-ban Los Angelesből Mexikóba kajakozott, hogy a tonhal túlhalászatra felhívja a figyelmet. Paks II ellen dunai megmozdulásokon, a gyilkos bálnákért pedig Kanadában emelte fel a szavát.  Az Egyesült Államokban és Budapesten él családjával.

## Külső hivatkozások
- Interjú Villám Gézával – In: Egy falat kenyér és egy csipetnyi szó, Globo Televízió, 2016. március 12., YouTube-videó